# Yuri Tsigalko
Yuri Tsigalko (27 de maio de 1983) é um futebolista bielorrusso que joga pelo Dínamo de Brest, da Bielorrússia. Já defendeu as equipes do Dínamo de Minsk e do Vostok Oskemen (Cazaquistão).
Yuri é irmão gêmeo do atacante Maxim Tsigalko, conhecido devido ao jogo de computador Championship Manager 01/02.